# Aham
Aham é um município da Alemanha, no distrito de Landshut, na região administrativa de Niederbayern , estado de Baviera. Pertence ao Verwaltungsgemeinschaft de Gerzen.